# Sancho Lyttle
Sancho Tracy Comstance Lyttle (ur. 20 września 1983 w Kingstown) – hiszpańska koszykarka urodzona w Saint Vincent i Grenadyny, reprezentantka kraju, środkowa, obecnie zawodniczka UMMC Jekaterynburg, a w okresie letnim – Phoenix Mercury w WNBA.
W 2005 roku zadebiutowała w WNBA w drużynie Houston Comets. Została wybrana z numerem 5.

## Osiągnięcia

### NCAA
- Liderka NCAA w zbiórkach (2005)

### WNBA
Drużynowe
- Wicemistrzyni WNBA (2010, 2011, 2013)

Indywidualne
- Zaliczony do:
  - I składu defensywnego WNBA (2012, 2014)
  - II składu defensywnego WNBA (2009, 2010, 2011, 2015)
- 2-krotna uczestniczka meczu gwiazd WNBA (2009, 2010)
- Liderka WNBA w:
  - przechwytach (2011, 2015, 2016)
  - skuteczności rzutów z gry (2008)

### Europa
Drużynowe
- Mistrzyni:
  - Euroligi (2011, 2012, 2014, 2016)[1]
  - Hiszpanii (2011, 2012)[1][2]
  - Turcji (2014, 2015)[3][4]
  - Rosji (2016, 2017)[5]
- Wicemistrzyni:
  - Hiszpanii (2010)[6]
  - Turcji (2013)[7]
- Brąz Euroligi (2017)
- Zdobywczyni:
  - superpucharu:
    - Europy (2016)
    - Hiszpanii (2010)[1]

  - pucharu:
    - Turcji (2013, 2014)[7][3]
    - Rosji (2016, 2017)
- Finalistka pucharu:
  - Hiszpanii (2009, 2010, 2012)[8][6][2]
  - Prezydenta Turcji (2014)[4]

Indywidualne
(* – nagrody przyznane przez portal eurobasket.com)
- MVP:
  - ligi:
    - hiszpańskiej (2010, 2011)*[6][1]
    - tureckiej (2015)*[4]

  - finałów ligi tureckiej (2014)*[3]
  - pucharu:
    - Turcji (2013)[7]
    - Hiszpanii (2009)

  - superpucharu Hiszpanii (2010)
- Zawodniczka Roku FIBA Europa (2013)
- Najlepsza*:
  - środkowa ligi:
    - hiszpańskiej (2010, 2011)[6][1]
    - tureckiej (2014, 2015)[3][4]

  - zawodniczka zagraniczna ligi hiszpańskiej (2010)[6]
  - krajowa zawodniczka ligi hiszpańskiej (2011)[1]
- Zaliczona do*:
  - I składu:
    - ligi:
      - hiszpańskiej (2008, 2010, 2011)[9][6][1]
      - tureckiej (2014, 2015)[3][4]

    - zawodniczek:
      - zagranicznych ligi hiszpańskiej (2008, 2009, 2010)[9][8][6]
      - krajowych ligi hiszpańskiej (2011, 2012)[1][2]

    - defensywnego ligi hiszpańskiej (2010)[6]

  - II składu:
    - ligi:
      - hiszpańskiej (2007, 2009, 2012)[10][8][2]
      - tureckiej (2013)[7]
      - rosyjskiej (2016)[5]
- Uczestniczka meczu gwiazd Euroligi (2011)[11]
- Liderka w:
  - zbiórkach ligi hiszpańskiej (2009, 2010)[8][6]
  - przechwytach:
    - Euroligi (2012)
    - ligi hiszpańskiej (2008, 2010)[9]

### Reprezentacja
Drużynowe
- Mistrzyni Europy (2013, 2017)
- Wicemistrzyni świata (2014)
- Brązowa medalistka mistrzostw świata (2010)

Indywidualne
- MVP Eurobasketu (2013)
- Liderka:
  - strzelczyń:
    - Eurobasketu (2013)
    - mistrzostw świata (2014)

  - mistrzostw świata w przechwytach (2014 – 3,3)[12]
  - Eurobasketu w:
    - zbiórkach (2013)
    - przechwytach (2013)
- Zaliczona do I składu mistrzostw:
  - świata (2010, 2014)
  - Europy (2013)